# Quissola
Quissola é uma vila angolana que se localiza na província de Cuanza Norte.